# 教派
教派 (きょうは）
1. 同一宗教だと認識されている宗教集団内部における下位集団。宗派と同義。教団、宗教団体をも参照。
2. 特に神道の教派。教派神道を参照。
3. 特にキリスト教の教派。キリスト教諸教派の一覧を参照。またプロテスタントではこの用語に対して特別な意義付けがなされることがある。

## 用語法
用語宗派とほぼ同義だが、宗派が主に仏教用語であるのに対し、教派は主として神道およびキリスト教の用語である。それ以外の宗教に関しては両方の用語が任意に用いられる傾向があるが、仏教とキリスト教に関しては互いに他方の用語を用いる事は過誤と見なされるほど、用語法が定着している。

## キリスト教
教会、教派、分派の区別は学者や国によって異なり、他の宗教や世では、教派とは同一宗教内の分派を指す言葉でもある。日本のキリスト教界では日本語語彙「教派」「分派」「宗派」にキリスト教の歴史、神学を反映した語義を与えている。各国の語彙については各国語版を参照のこと。
教派の語は特に相互聖餐の成立するプロテスタントの中で使われてきた言葉である。福音派の指導者尾山令仁は、同じ正典を用いる人々の分派を教派（ディノミネーション、denomination）とし、違う正典を用いる分派を宗派（セクト、sect）として、区別している。ただし、日本における最初のプロテスタント教会である日本基督公会が、教派を指して「宗派に属せず」と宣言している文が、戦後の文献では教派と説明されるなど、訳語確定前の用語上の区別は明確ではなかった。
ローマ・カトリック教会は使徒継承のないプロテスタントを教会と認めておらず、プロテスタントが真の教会に属する教派であることを否定しており、ローマ・カトリックとプロテスタントの間に相互陪餐もないので、教派の語は厳密にはプロテスタント間でのみ成立することがある。